# Constante de Krogh
Pour les articles homonymes, voir Krogh.
La constante de Krogh est une constante physiologique définie par le physiologiste August Krogh.
Elle correspond au produit du coefficient de diffusion d'un gaz avec sa capacitance (rapport de la concentration sur la pression partielle).
Dans l'eau, cette constante est de : 
- 3,38 × 10−14 mol s−1 m−1 Pa−1 pour l'O2
- 6,98 × 10−13 mol s−1 m−1 Pa−1 pour le CO2